# Piazza San Lorenzo
Piazza San Lorenzo a Firenze, è dominata dall'omonima basilica, mentre si staglia sullo sfondo la grande cupola della Cappella dei Principi. Vi immettono via del Canto de' Nelli, borgo la Noce, via della Stufa, via de' Ginori, via de' Gori, borgo San Lorenzo.

## Storia
La denominazione è antica, per quanto i confini della piazza siano stati parzialmente rivisti nel corso del tempo, come documenta lo stradario del 1913 che esclude dal perimetro una porzione allora in parte compresa in via del Canto de' Nelli, in parte intitolata piazza "delle Stimate", dall'omonima confraternita "che ha sede da tempo remoto nei sotterranei di San Lorenzo". La titolazione ha riferimento alla basilica di San Lorenzo, davanti alla quale e lateralmente, per tutto il lato nord, si estende lo slargo.
Per quanto sorta al di fuori della penultima cerchia di mura, la basilica è la prima chiesa fiorentina di cui è documentata la consacrazione, risalente al 393 e dovuta al vescovo di Milano, sant'Ambrogio, in un tempo in cui questo primitivo edificio sorgeva "sopra una collinetta, bagnata dalle acque del Mugnone, che scendeva dall'attuale via de' Ginori" (Bargellini-Guarnieri). La piazza è da leggersi in relazione all'attuale complesso della basilica, ricostruito radicalmente dopo la rovina del precedente edificio a partire dal 1418, su progetto di massima di Filippo Brunelleschi con un finanziamento in buona parte sostenuto dalla famiglia Medici, che ne fece il proprio tempio familiare, anche in ragione della vicinanza del proprio palazzo.
Inclusa nell'area pedonale del centro storico, la piazza è oltremodo frequentata dal flusso di turisti che l'attraversano per accedere al complesso della basilica e soffocata dal 'mercatino' turistico che, nato a partire dall'area del vicino Mercato Centrale, si è nel tempo esteso fino a occupare l'intero perimetro della chiesa con bancarelle di souvenir. Dall'agosto del 2013 il Comune ha tuttavia dato l'avvio a un progetto di rimozione dei banchi finalizzato sia a restituire piena leggibilità alla storica architettura, sia a premettere il passaggio di un bus di collegamento tra via Camillo Cavour e la stazione di Santa Maria Novella, dopo la pedonalizzazione di via dei Martelli.

## Descrizione

### Il monumento a Giovanni delle Bande Nere
Di spigolo rispetto alla scalinata della basilica è il monumento a Giovanni delle Bande Nere, opera di Baccio Bandinelli, voluto nel Cinquecento a ribadire il patronato mediceo sulla chiesa, essendo Giovanni capostipite (in quanto padre di Cosimo I) del ramo granducale della famiglia. Lo scultore realizzò la statua a partire dal 1540, in onore dell'unico condottieri di rilievo in tutta la storia della famiglia Medici. Inizialmente la statua sarebbe dovuta essere collocata dentro la Cappella Negroni all'interno della basilica, per questo lo scultore concepì il guerriero seduto (posa alquanto insolita per un condottiero) sopra il basamento, ma presto Cosimo cambiò idea e la volle nella Sala delle Udienze di Palazzo Vecchio. Il basamento monumentale, troppo grande per il palazzo, venne invece collocato all'esterno in piazza San Lorenzo. Suffragata di una fontanina ancora oggi presente, la base di San Lorenzo, come veniva chiamata dai fiorentini, rimase nella collocazione dove ancora oggi si trova. Nel 1850 venne deciso di ricollocare la statua di Giovanni delle Bande Nere, che a causa dell'accentuata corazza venne anche detto la balia di San Lorenzo.
L'iscrizione recita:
| UNA PARTE DI QUESTO MONUMENTO DESTINATO DA COSIMO PRIMO AD ONORARE LA MEMORIA DEL PADRE GIOVANNI DELLE BANDE NERE LUNGAMENTE NON CURATA QUI STETTE E IL VOLGO LA CHIAMÒ LA BASE DI SAN LORENZO RESTAURATA NELL'ANNO MDCCCL E POSTAVI LA STATUA DEL GRAN CAPITANO EBBE ALFINE COMPIMENTO LA PREGEVOLE OPERA SCOLPITA DAL BANDINELLI |

### Edifici
| Img | N°   | Nome                                          | Descrizione |
| --- | ---- | --------------------------------------------- | --- |
|     | s.n. | basilica di San Lorenzo                       | Si tratta di una delle più importanti chiese della città, oltre che quella documentata dai tempi più antichi. Protetta dai Medici sin dai tempi di Giovanni di Bicci, padre di Cosimo il Vecchio, fu completamente ristrutturata su commissione dello stesso Giovanni nel 1419, affidando il progetto a Filippo Brunelleschi. Il grande architetto realizzò una delle sue opere più tipiche, con un arioso interno a tre navate, scandito da colonne corinzie ed archi a tutto sesto in pietra serena, di colore grigio, che contrastano con l'intonaco bianco delle pareti. La facciata della chiesa rimase però incompiuta: papa Leone X, membro della famiglia regnante a Firenze, dette a Michelangelo il compito di progettarne una nel 1518. L'artista fece un modello ligneo di una facciata classica e proporzionata, ma l'opera non fu ugualmente portata a termine. Il piccolo campanile risale invece al 1740. La Sagrestia Nuova (rispetto a quella "Vecchia" di Brunelleschi) di Michelangelo fu aggiunta nel 1520-1534, mentre la grande cupola della Cappella dei Principi fu eretta sulla fine del Cinquecento per ospitare le tombe dei Granduchi di Toscana. |
|     | s.n. | Biblioteca Medicea Laurenziana                | Accanto alla facciata incompiuta della chiesa si apre l'ingresso per i chiostri e per la Biblioteca Mediceo Laurenziana, disegnata da Michelangelo. La fabbrica ha origine nel ritorno a Firenze (1523) della preziosa raccolta di manoscritti medicei, quando papa Clemente VII (cardinale Giulio de' Medici) commissionò a Michelangelo l'ambiente in cui conservarla: questi fornì i disegni dell'opera e, dopo aver aperto il cantiere nel 1524, continuò a seguirlo anche dopo aver lasciato Firenze (1534). La costruzione fu infine completata da Bartolomeo Ammannati e da Giorgio Vasari, che tuttavia si attennero sostanzialmente ai disegni del maestro. Nel 1571 la biblioteca fu infine aperta al pubblico. Nel 1841, su un progetto dell'architetto Pasquale Poccianti del 1817, terminarono i lavori di costruzione della Rotonda o Tribuna d'Elci, nata come addizione al complesso e di ampliamento della sala della biblioteca al fine di conservare la raccolta di manoscritti, incunaboli ed edizioni rare lasciate alla biblioteca dal conte Angelo Maria d'Elci. Gli ultimi lavori sono databili agli inizi del Novecento (1901-1903), quando il prospetto esterno fu completato con l'apertura di false finestre e il soffitto del vestibolo arricchito da un telo dipinto da Giacomo Lolli ad imitazione del soffitto ligneo della sala di lettura. |
|     | s.n. | Compagnia delle Stimmate                      | Sul fianco nord della basilica si trovano i portali che conducono ai sotterranei del complesso: quello di sinistra porta alla cripta, e quello di destra all'oratorio delle Stimmate. |
|     | 1    | Palazzo Bonaiuti                              | Era qui in origine una proprietà della famiglia Bonaiuti (Buonaiuti), ai primi del Cinquecento passata agli Ulivini che, secondo le ricerche di Marcello Jacorossi (in Palazzi, 1972), dettero probabilmente compimento all'attuale palazzo, attribuibile a Baccio d'Agnolo. Alla metà del secolo l'edificio fu dei Benci e, successivamente, dei Da Castello (o Castelli) che lo tennero fino alla fine del Settecento. Ai primi del Novecento l'edificio appare segnalato come palazzo Treves (Limburger). Il fronte è scandito su quattro piani organizzati su cinque assi; il portone, le cantonate e le finestre, disposte su cornici marcapiano di forte aggetto, presentano la consueta incorniciatura con bozze regolari di pietra; la gronda alla fiorentina è ugualmente di notevole aggetto. Al piano terreno, gli sporti dei negozi, ovviamente, sono frutto di un più tardo intervento. Interessante anche il disegno del portone, costellato di borchie. L'insieme si presenta in buone condizioni di conservazione (evidentemente anche grazie all'integrazione di molti elementi in pietra). |
|     | 2    | Palazzo Inghirlami                            | Si tratta di un palazzo della prima metà del Cinquecento nato dalla riunificazione di due precedenti case, una dei Martellini, l'altra dei D'Anchinno, ambedue acquistate (la prima nel 1461, l'altra nel 1480) dalla famiglia Inghirlami che già aveva varie proprietà in questa zona. Ancora tra i beni degli Inghirlami nel 1561, il palazzo fu successivamente acquistato dai Ginori che più tardi, nel 1730, lo permutarono in parte con la casa di Baccio Bandinelli in via de' Ginori (numero civico 13), in modo da ampliare la proprietà che avevano in quella via. Nello scambio gli eredi del Bandinelli si riservarono di trasferire dalla precedente residenza a questa il busto scolpito dal loro antenato Baccio Bandinelli raffigurante Cosimo I. Il palazzo si presenta a tre piani, organizzati su cinque assi, con porta ad arco sul mezzo tondo con una ricca cornice di bozze a rilievo. D'identico tipo sono anche le finestre, allineate su robuste ed eleganti cornici di ricorso e sul piano intonacato. Corona il tutto una gronda alla fiorentina di vistoso aggetto. Il busto di cui si è accennato aveva la sua collocazione sopra il portone, sorretto da una mensola che reca una testa di ariete, segno astrologico di Cosimo, e l'arme dei Bandinelli. Subito sotto è una lastra in marmo che reca un'iscrizione a identificare il granduca. Attualmente il busto è stato rimosso e la zona chiusa da un pannello tinteggiato in modo da uniformarsi alla superficie intonacata circostante: al di sotto si intravede la lapide con l'iscrizione, ancora il loco. Per il resto il fronte si presenta in ottime condizioni di manutenzione. |
|     | 4    | Palazzo Lotteringhi della Stufa               | Il palazzo, con un fronte nel quale elementi trecenteschi e quattrocenteschi si fondono mantenendo comunque un equilibrio compositivo notevole, fu eretto dai Lotteringhi Della Stufa nel XIV secolo ed è stato abitato dai discendenti della stessa famiglia per ben sette secoli, fino al 1946, quando divenne una proprietà condominiale. L'importanza del palazzo nello spazio urbano è ribadita dalla sua presenza nella veduta della Catena dove, oltre la mole della basilica di San Lorenzo, si legge l'altana a sei colonne che lo corona, che quindi dobbiamo considerare già costruita attorno al 1470. Per il resto la facciata, di tre piani su cinque assi, appare animata da un grande scudo con l'arme di famiglia in pietra serena e presenta il motivo, consueto all'architettura fiorentina, delle finestre a cornici bugnate sull'intonaco chiaro. Il palazzo appare nell'elenco redatto nel 1901 dalla Direzione Generale delle Antichità e Belle Arti, quale edificio monumentale da considerare patrimonio artistico nazionale. |
|     | 5    | Palazzo Della Stufa Traballesi.               | Si tratta di un edificio che determina l'angolo tra la piazza e via de' Ginori e che, per quanto leggibile come autonomo per i fronti caratterizzati da un diverso disegno e da una diversa linea di gronda, è da considerare porzione del vicino palazzo Lotteringhi Della Stufa, di modo che, nel suo insieme, la proprietà deve essere considerata come estesa da via della Stufa a via de' Ginori. Più precisamente, per quanto riguarda questa porzione, la si dovrà datare al 1665-1666, quando il palazzo fu ampliato da Gherardo Silvani e dal figlio Pier Francesco con la trasformazione delle casette all'angolo di via Ginori, pervenute ai Lotteringhi Della Stufa per via ereditaria. L'intervento determinò così il nuovo fronte: "di estrema semplicità, con portale centinato al centro e aperture quadrate al piano terra, finestre sottolineate da una liscia incorniciatura sui quattro livelli, e panca di via, rinunciando però ad estendere il bugnato e la grande loggia all'ultimo piano del palazzo quattrocentesco, a sua volta aggiornato nel disegno delle finestre architravate" (Chiara Martelli). Anche questo palazzo appare nell'elenco redatto nel 1901 dalla Direzione Generale delle Antichità e Belle Arti, quale edificio monumentale da considerare patrimonio artistico nazionale. |
|     | s.n. | Palazzo Medici Riccardi                       | Sul lato est si vede l'angolo posteriore di palazzo Medici Riccardi, dove si apre la porta del giardino e dove corre un lungo basamento, la panca di via. |
|     | 6    | Case del convento di San Giovanni Evangelista | Così Marcello Jacorossi (in Palazzi 1972): "È la parte più semplice e meno adorna dell'ampio edificio che servì lungamente ad uso di convento e collegio. Le linee sono semplici e le parti di pietrame prive di decorazione. I Padri della Compagnia di Gesù ai quali era stata concessa nel 1557 la chiesa di San Giovanni Evangelista, acquistarono le case e le botteghe che erano in questo luogo e le compresero nella nuova fabbrica del loro convento. Nel 1773 ebbero l'ampio locale i Padri delle Scuole Pie e ridussero alla forma presente questa parte del fabbricato". La definitiva configurazione del complesso si ebbe comunque nell'Ottocento, con l'acquisto di alcune case dei Martelli da parte del Municipio (1836), seguito dall'ampliamento e dalla definizione della facciata su via de' Martelli, dall'ultimazione delle pareti del cortile, e dalle ultime trasformazioni della facciata rivolta su piazza San Lorenzo, il tutto su progetto e direzione dei lavori dell'architetto Leopoldo Pasqui, che chiuse il cantiere nel luglio del 1838 (Firenze 1850). Verso la cantonata di via de' Gori, piccolo ma grazioso tabernacolo che contiene una tavoletta con la testa della Madonna, buon dipinto della seconda metà del XVI secolo. Sul lato di via de' Gori, sempre prossima alla cantonata, è un'iscrizione relativa a un bando degli Otto di guardia e balìa datato al 1698 (?). Nel breve androne di ingresso sono tre colonne tortili monumentali: si tratta di uno degli accessi all'Osservatorio Ximeniano. |
|     | 7    | Casamento della Scuola dei Chierici           | Erano qui, al lato della facciata della basilica a delimitare la piazza, alcune case di proprietà del Capitolo di San Lorenzo e alcune botteghe, tra cui la farmacia del Porcellino, come documenta un dipinto di Giovanni Signorini del 1820. Nel luglio del 1843 un violento incendio danneggiò le proprietà, compromettendo in particolare l'edificio in aderenza all'ingresso del chiostro che ospitava la Scuola dei Chierici, spingendo così il Capitolo a "ridurre a più solida e decorosa forma tutto il fabbricato dell'antica linea meridionale della piazza". A questo scopo (anche in base a considerazioni puramente speculative) "si tentò di acquistare, senza esiti, alcune case contigue, nel tratto iniziale di borgo San Lorenzo, dato che la proprietà del Capitolo presentava una profondità giudicata insufficiente per un efficace sfruttamento della nuova costruzione" (Tesi). Un primo progetto, presentato nel 1844 da Francesco Menici, stabilì il carattere generale del nuovo casamento, con un fronte organizzato su tre piani più un mezzanino esteso per undici assi, con le due porzioni laterali, ciascuna di tre assi, trattate a finto bugnato così come tutto il terreno, in modo da animare l'esteso prospetto. Il cantiere, aperto nel 1844 e chiuso due anni dopo, fu tuttavia diretto dall'architetto Leopoldo Pasqui, che modificò il progetto iniziale soprattutto arricchendo il disegno delle cornici delle finestre, senza tuttavia allontanarsi da un disegno corretto quanto accademico e convenzionale. |